# 3月19日 (旧暦)
旧暦3月19日は旧暦3月の19日目である。六曜は先負である。

## できごと
- 天智天皇6年（ユリウス暦667年4月17日） 中大兄皇子（後の天智天皇）が近江・大津京に遷都
- 崇禎17年/順治元年（グレゴリオ暦1644年4月25日） - 李自成が率いる叛乱軍が北京を占領。崇禎帝が自害し明が滅亡
- 明治3年（グレゴリオ暦1870年4月19日） - 鉄道建設業務を統轄する為、民部・大蔵省に鉄道掛を設置

## 誕生日
- 天保9年（グレゴリオ暦1838年4月13日） - 後藤象二郎、政治家・自由民権運動家（+ 1897年）

## 忌日
- 黄初4年（ユリウス暦223年5月6日） - 曹仁、武将（* 168年）
- 赤烏8年（ユリウス暦245年5月2日） - 陸遜、武将、政治家（* 183年）